# Alessandro Piccinelli (pallavolista)
Alessandro Piccinelli (Milano, 30 gennaio 1997) è un pallavolista italiano, libero della Sir Safety Perugia.

## Carriera

### Club
Alessandro Piccinelli viene ingaggiato nella stagione 2013-14 del Segrate, in Serie B1, dove resta per due annate. Nella stagione 2015-16 entra a far parte del Club Italia, in Serie A2: rimane nella squadra federale anche per il campionato 2016-17, nella stessa categoria.
Nella stagione 2017-18 fa il suo esordio in Superlega con la Powervolley Milano, mentre nell'annata successiva si accasa alla Sir Safety Perugia, con cui vince due Coppe Italia, tre Supercoppe italiane e il campionato mondiale per club 2022. Dopo cinque stagioni al club umbro, per il campionato 2023-24 veste la maglia del Cisterna, sempre in Superlega, facendo ritorno già nel campionato seguente al club di Perugia conquistando la Supercoppa italiana e la Champions League.

### Nazionale
Nel 2015 viene convocato nella nazionale italiana under 19 con cui vince la medaglia d'argento al campionato europeo, venendo premiato anche come miglior libero, e il bronzo al XIII Festival olimpico della gioventù europea. Tra il 2016 e il 2017 fa parte della nazionale under 20, under 21 e under 23.
Nel 2019 esordisce nella nazionale maggiore, conquistando la medaglia d'oro, nello stesso anno, alla XXX Universiade. Nel 2021 vince la medaglia d'oro al campionato europeo.

## Palmarès

### Club
- Coppa Italia: 2

2018-19, 2021-22
- Supercoppa italiana: 4

2019, 2020, 2022, 2024
- Campionato mondiale per club: 1

2022
- Champions League: 1

2024-25

### Nazionale (competizioni minori)
- Campionato europeo under 19 2015
- Festival olimpico della gioventù europea 2015
- Universiade 2019

### Premi individuali
- 2015 - Campionato europeo under 19: Miglior libero